# Заласентгрот
Заласентгрот (венг. Zalaszentgrót) — город в западной Венгрии, на северо-востоке медье Зала. Население Заласентгрота по данным на 2001 год — 7881 человек.

## География и транспорт
Заласентгрот расположен в 20 километрах к северо-востоку от столицы медье — Залаэгерсега и в 25 километрах к северо-западу от Кестхея. В 7 километрах к северу от города проходит шоссе Залаэгерсег-Шюмег и железнодорожная трасса Залаэгерсег — Укк, от которой в Заласентгрот идёт тупиковая ветка.

## История
На месте современного Заласентгрота находилось римское поселение с укреплённой крепостью, ставшей впоследствии основой для средневекого замка. Имя города восходит к святому Герарду Венгерскому (венг. Szent Gellért или венг. Szent Grót), одному из покровителей Венгрии. Замок был разрушен в ходе турецкой оккупации в XVII веке, однако после изгнания турок был перестроен в стиле ренессанс и принадлежал могущественной семье Баттьяни. Как и во многих городах медье Зала, в Заласентгроте были открыты источники термальных вод, однако они менее популярны у отдыхающих, чем источники Хевиза и Залакароша.

## Население
| Год  | Численность | Численность |
| ---- | ----------- | ----------- |
| 2013 | 6634        | [ 3 ]       |
| 2014 | 6575        | [ 4 ]       |
| 2018 | 6263        | [ 5 ]       |
| 2021 | 6004        | [ 1 ]       |
| 2022 | 5957        | [ 6 ]       |
| 2023 | 5775        | [ 7 ]       |
| 2024 | 5704        | [ 2 ]       |

## Достопримечательности
- Дворец Баттьяни. Построен на месте старого городского замка в XVIII веке.
- Приходская церковь св. Стефана. Построена в стиле барокко в XVIII веке.
- Монастырская башня. Построена в XIII веке в стиле ранней готики, единственное сохранившееся строение францисканского монастыря.
- Каменный мост. Построен в XIX веке.
- Купальни на источниках термальных вод.

## Города-побратимы
- Гермерсхайм, Германия